# 杰瑞·巴克
傑諾德·路易斯·巴克（Jerrold Lewis Bock，1928年11月23日—2010年11月3日），小名杰瑞·巴克（Jerry Bock），生於康乃狄克州紐哈芬，為美國著名音樂劇作曲家。
1965年以音樂劇《屋頂上的提琴手》，獲得東尼獎最佳作曲獎。

## 榮譽
- 1965年東尼獎最佳作詞、作曲 - 屋頂上的提琴手
- 1965年東尼獎最佳音樂劇- 屋頂上的提琴手